# مجموعه متمایز (آلبوم آبا)
| بررسی انتقادی              | بررسی انتقادی |
| منبع                       | رتبه‌بندی      |
| -------------------------- | ------------- |
| آل‌میوزیک                   | [ ۱ ]         |
| دانشنامه موسیقی عامه‌پسند   | [ ۲ ]         |
| راهنمای آلبوم رولینگ استون | [ ۳ ]         |

مجموعه متمایز (انگلیسی: The Definitive Collection) یک آلبوم گردآوری‌شده از ابرگروه سوئدی موسیقی پاپ آبا است که نخستین بار در ۲ نوامبر ۲۰۰۱ منتشر شد. این آلبوم در سال ۲۰۱۲ با عنوانِ جدیدِ مجموعه ضروری و با جلدی متفاوت منتشر شد.

## فهرست ترانه‌ها
تمامی ترانه‌ها توسط بنی آندِشون و بیورن اولویوس نوشته‌شده، مگر آنهایی که نام دیگری برایشان ذکر شده‌است.

### دیسک اول
| شماره | نام                                                                                 | آلبوم اصلی                                                                    | مدت  |
| ----- | ----------------------------------------------------------------------------------- | ----------------------------------------------------------------------------- | ---- |
| ۱.    | «آدمیزاد نیازمند عشق است»                                                           | رینگ رینگ (۱۹۷۳)؛ نخستین بار به‌صورت یک تک‌آهنگ، یک سال قبل‌تر منتشر شده بود.    | ۲:۴۵ |
| ۲.    | «او برادر توست»                                                                     | رینگ رینگ؛ نخستین بار به‌صورت یک تک‌آهنگ، یک سال قبل‌تر منتشر شده بود.           | ۳:۱۸ |
| ۳.    | «رینگ رینگ» (بنی آندِشون، استیگ آندِشون، بیورن اولویوس، نیل سداکا، فیل کُدی)           | رینگ رینگ                                                                     | ۳:۰۴ |
| ۴.    | «عاشقی آسان نیست (اما یقیناً به‌قدر کافی دشوار است)»                                  | رینگ رینگ                                                                     | ۲:۵۳ |
| ۵.    | «واترلو» (بنی آندِشون، استیگ آندِشون، بیورن اولویوس)                                  | واترلو (۱۹۷۴)                                                                 | ۲:۴۷ |
| ۶.    | «هانی، هانی» (بنی آندِشون، استیگ آندِشون، بیورن اولویوس)                              | واترلو                                                                        | ۲:۵۵ |
| ۷.    | «خداحافظ»                                                                           | آبا (۱۹۷۵)؛ نخستین بار به‌صورت یک تک‌آهنگ، یک سال قبل‌تر منتشر شده بود.          | ۳:۰۵ |
| ۸.    | «دارم، دارم، دارم، دارم، دارم» (بنی آندِشون، استیگ آندِشون، بیورن اولویوس)            | آبا                                                                           | ۳:۱۶ |
| ۹.    | «اس‌اواس» (بنی آندِشون، استیگ آندِشون، بیورن اولویوس)                                  | آبا                                                                           | ۳:۲۰ |
| ۱۰.   | «ماما میا» (بنی آندِشون، استیگ آندِشون، بیورن اولویوس)                                | آبا                                                                           | ۳:۳۲ |
| ۱۱.   | «فرناندو»                                                                           | تک‌آهنگ غیر آلبومی؛ بعدها در آلبوم برترین ترانه‌های پرطرفدار (۱۹۷۵) منتشر شد.   | ۴:۱۴ |
| ۱۲.   | «ملکه رقصان» (بنی آندِشون، استیگ آندِشون، بیورن اولویوس)                              | ورود (۱۹۷۶)                                                                   | ۳:۵۱ |
| ۱۳.   | «پول، پول، پول»                                                                     | ورود                                                                          | ۳:۰۵ |
| ۱۴.   | «شناختن خودم، شناختن تو» (بنی آندِشون، استیگ آندِشون، بیورن اولویوس)                  | ورود؛ به‌صورت یک تک‌آهنگ، یک سال بعد منتشر شد.                                  | ۴:۰۱ |
| ۱۵.   | «هدف اساسی» (بنی آندِشون، استیگ آندِشون، بیورن اولویوس)                               | آبا: آلبوم (۱۹۷۷)                                                             | ۴:۵۲ |
| ۱۶.   | «شانست را با من امتحان کن»                                                          | آبا: آلبوم                                                                    | ۴:۰۵ |
| ۱۷.   | «عقاب» (نسخهٔ ویرایش‌شده)                                                             | آبا: آلبوم؛ به‌صورت یک تک‌آهنگ، یک سال بعد منتشر شد.                            | ۴:۲۷ |
| ۱۸.   | «شهر شب تابستانی»                                                                   | تک‌آهنگ غیر آلبومی؛ بعدها در آلبوم برترین ترانه‌های پرطرفدار ۲ (۱۹۷۹) منتشر شد. | ۳:۳۵ |
| ۱۹.   | «چیکیتیتا»                                                                          | آیا می‌خواهی (۱۹۷۹)                                                            | ۵:۲۴ |
| ۲۰.   | «مادرت می‌داند؟»                                                                     | آیا می‌خواهی                                                                   | ۳:۱۳ |
| ۲۱.   | «سرخوشم کن» (ترانه اضافی نسخهٔ استرالیایی)                                           | آبا (۱۹۷۵)؛ به‌صورت یک تک‌آهنگ، یک سال بعد منتشر شد.                            | ۳:۰۸ |
| ۲۲.   | «خدا نگهدار» (بنی آندِشون، استیگ آندِشون، بیورن اولویوس؛ ترانه اضافی نسخهٔ استرالیایی) | واترلو                                                                        | ۳:۱۱ |

### دیسک دوم
| شماره | نام | آلبوم اصلی                                                                                      | مدت  |
| ----- | --- | ----------------------------------------------------------------------------------------------- | ---- |
| ۱.    | «آیا می‌خواهی» | آیا می‌خواهی                                                                                     | ۵:۰۸ |
| ۲.    | «چشمان بی‌گناه زیبا»                                                                                               | آیا می‌خواهی                                                                                     | ۴:۱۹ |
| ۳.    | «بده! بده! بده! (مردی را پس از نیمه‌شب)»                                                                           | برترین ترانه‌های پرطرفدار ۲ (۱۹۷۹)                                                               | ۴:۵۰ |
| ۴.    | «رؤیایی دارم» | آیا می‌خواهی                                                                                     | ۴:۴۲ |
| ۵.    | «همه‌چیز به برنده تعلق دارد»                                                                                       | سوپر تروپر (۱۹۸۰)                                                                               | ۴:۵۶ |
| ۶.    | «سوپر تروپر» | سوپر تروپر                                                                                      | ۴:۱۳ |
| ۷.    | «حالا حالاها» | سوپر تروپر                                                                                      | ۳:۴۲ |
| ۸.    | «تمام عشقت را تقدیم من کن»                                                                                        | سوپر تروپر                                                                                      | ۴:۳۴ |
| ۹.    | «یکی از ما» | دیدارکنندگان (۱۹۸۱)                                                                             | ۳:۵۶ |
| ۱۰.   | «وقتی همه تلاشمان را کردیم»                                                                                       | دیدارکنندگان                                                                                    | ۳:۱۷ |
| ۱۱.   | «پرتوان و باشتاب»                                                                                                 | دیدارکنندگان                                                                                    | ۳:۴۷ |
| ۱۲.   | «دیدارکنندگان» | دیدارکنندگان                                                                                    | ۵:۴۶ |
| ۱۳.   | «روز پیش از آشنایی با تو»                                                                                         | تک‌آهنگ‌ها: ده سال نخست (۱۹۸۲)                                                                    | ۵:۵۱ |
| ۱۴.   | «تحت حمله» | تک‌آهنگ‌ها: ده سال نخست''                                                                         | ۳:۴۷ |
| ۱۵.   | «به‌خاطر موسیقی سپاسگزارم»                                                                                         | آبا: آلبوم (۱۹۷۷)؛ به‌صورت تک‌آهنگ جهت کمک به فروش آلبوم به‌خاطر موسیقی سپاسگزارم (۱۹۸۳) منتشر شد. | ۳:۵۱ |
| ۱۶.   | «رینگ رینگ» (تک‌آهنگ ریمیکس‌شده در بریتانیا ۱۹۷۴؛ بنی آندِشون، استیگ آندِشون، بیورن اولویوس، سداکا، کُدی؛ ترانهٔ اضافی) | پیشتر به‌صورت سی‌دی (۲۰۰۱) منتشر شده بود.                                                         | ۳:۱۰ |
| ۱۷.   | «آیا می‌خواهی» (ترانه اضافی درنسخهٔ تبلیغاتی ۱۹۷۹ آمریکا؛ ترانهٔ اضافی نسخهٔ ریمیکس‌شده طولانی)                        | پیشتر بر روی سی‌دی منتشر نشده بود.                                                               | ۶:۰۷ |

### دی‌وی‌دی
| شماره | نام                                                           | مدت  |
| ----- | ------------------------------------------------------------- | ---- |
| ۱.    | «واترلو»                                                      | ۲:۴۷ |
| ۲.    | «رینگ رینگ»                                                   | ۳:۰۴ |
| ۳.    | «ماما میا»                                                    | ۳:۳۲ |
| ۴.    | «اس‌اواس»                                                      | ۳:۲۰ |
| ۵.    | «بنگ-ئه-بومرنگ»                                               | ۲:۵۰ |
| ۶.    | «دارم، دارم، دارم، دارم، دارم»                                | ۳:۱۶ |
| ۷.    | «فرناندو»                                                     | ۴:۱۴ |
| ۸.    | «ملکه رقصان»                                                  | ۳:۵۱ |
| ۹.    | «پول، پول، پول»                                               | ۳:۰۵ |
| ۱۰.   | «شناختن خودم، شناختن تو»                                      | ۴:۰۱ |
| ۱۱.   | «من آنم (ترانه)»                                              | ۳:۱۶ |
| ۱۲.   | «هدف اساسی»                                                   | ۴:۵۲ |
| ۱۳.   | «شانست را با من امتحان کن»                                    | ۴:۰۵ |
| ۱۴.   | «عقاب»                                                        | ۴:۲۷ |
| ۱۵.   | «یک مرد، یک زن»                                               | ۴:۳۷ |
| ۱۶.   | «به‌خاطر موسیقی سپاسگزارم»                                     | ۳:۵۱ |
| ۱۷.   | «شهر شب تابستانی»                                             | ۳:۳۵ |
| ۱۸.   | «چیکیتیتا»                                                    | ۵:۲۴ |
| ۱۹.   | «مادرت می‌داند؟»                                               | ۳:۱۳ |
| ۲۰.   | «آیا می‌خواهی»                                                 | ۵:۰۸ |
| ۲۱.   | «بده! بده! بده! (مردی را پس از نیمه‌شب)»                       | ۴:۵۰ |
| ۲۲.   | «حالا حالاها»                                                 | ۳:۴۲ |
| ۲۳.   | «همه‌چیز به برنده تعلق دارد»                                   | ۴:۵۶ |
| ۲۴.   | «سوپر تروپر»                                                  | ۴:۱۳ |
| ۲۵.   | «سال نو مبارک»                                                | ۴:۲۳ |
| ۲۶.   | «وقتی همه تلاشمان را کردیم»                                   | ۳:۱۷ |
| ۲۷.   | «یکی از ما»                                                   | ۳:۵۶ |
| ۲۸.   | «پرتوان و باشتاب»                                             | ۳:۴۷ |
| ۲۹.   | «روز پیش از آشنایی با تو»                                     | ۵:۵۱ |
| ۳۰.   | «تحت حمله»                                                    | ۳:۴۷ |
| ۳۱.   | «وقتی معلم را بوسیدم»                                         | ۳:۰۱ |
| ۳۲.   | «خواب می‌بینم [که]» (نسخهٔ اسپانیایی «رؤیایی دارم»)             | ۴:۴۵ |
| ۳۳.   | «عید مبارک» («سال نو مبارک»)                                  | ۴:۲۳ |
| ۳۴.   | «کسی مقصر نیست» («وقتی همه تلاشمان را کردیم»)                 | ۳:۱۷ |
| ۳۵.   | «ملکه رقصان» (اجرای زنده در اپرای سلطنتی سوئد، استکهلم، سوئد) | nil  |

## جداول موسیقی
| جدول (۲۰۰۱)                           | بالاترین رتبه |
| ------------------------------------- | ------------- |
| آلبوم‌های اتریشی (آلبوم‌های او۳)        | ۳۸            |
| آلبوم‌های بلژیکی (اولتراتاپ فلاندرز)   | ۲۹            |
| آلبوم‌های ایرلندی (ایرما)              | ۳۳            |
| آلبوم‌های ایتالیایی (فیمی)             | ۱۰            |
| آلبوم‌های بریتانیا (شرکت جدول‌های رسمی) | ۱۷            |

| جدول (۲۰۰۲)                    | بالاترین رتبه |
| ------------------------------ | ------------- |
| آلبوم‌های استرالیایی (ای‌آرآی‌ای) | ۱۰            |
| آلبوم‌های نیوزیلندی (آرام‌ان‌زد)  | ۹             |

| جدول (۲۰۰۳)                   | بالاترین رتبه |
| ----------------------------- | ------------- |
| آلبوم‌های هلندی (جدول‌های هلند) | ۳۹            |

| جدول (۲۰۰۴)                         | بالاترین رتبه |
| ----------------------------------- | ------------- |
| آلبوم‌های دانمارکی (هیت‌لیستن)        | ۳             |
| آلبوم‌های نروژی (وی‌جی-لیستا)         | ۸             |
| آلبوم‌های سوئدی (برترین‌های سوئد)     | ۲۶            |
| آلبوم‌های سوئیسی (جدول موسیقی سوئیس) | ۳۴            |

| جدول (۲۰۱۰)                         | بالاترین رتبه |
| ----------------------------------- | ------------- |
| آلبوم‌های فنلاندی (جدول رسمی فنلاند) | ۲۸            |

| جدول (۲۰۱۱)                 | بالاترین رتبه |
| --------------------------- | ------------- |
| آلبوم‌های فرانسوی (اس‌ان‌ئی‌پی) | ۳۵            |

## گواهینامه‌ها و فروش
| منطقه                                                              | گواهی     | واحد گواهی‌شده/فروش |
| ------------------------------------------------------------------ | --------- | ------------------ |
| استرالیا (آی‌اف‌پی‌آی استرالیا)                                       | ۲× پلاتین | ۱۴۰٬۰۰۰^           |
| استرالیا (آی‌اف‌پی‌آی استرالیا) ویدئو                                 | ۳× پلاتین | ۴۵٬۰۰۰^            |
| برزیل (پرو موزیکا برزیل)                                           | طلا       | ۵۰٬۰۰۰*            |
| دانمارک (آی‌اف‌پی‌آی)                                                 | طلا       | ۲۵٬۰۰۰^            |
| فرانسه (اس‌ان‌ئی‌پی)                                                  | طلا       | ۵۰٬۰۰۰*            |
| آلمان (بی‌وی‌ام‌آی)                                                   | پلاتین    | ۳۰۰٬۰۰۰^           |
| آلمان (بی‌وی‌ام‌آی) ویدئو                                             | ۲× پلاتین | ۱۰۰٬۰۰۰^           |
| مکزیک (امپروفون) ویدئو                                             | طلا       | ۱۰٬۰۰۰^            |
| هلند (ان‌وی‌پی‌آی) ویدئو                                              | طلا       | ۴۰٬۰۰۰^            |
| نیوزیلند (آرآی‌ای‌ان‌زد)                                              | طلا       | ۷٬۵۰۰^             |
| کرهٔ جنوبی                                                          | —         | ۱۳۴٬۹۹۶            |
| سوئیس (آی‌اف‌پی‌آی سوئیس)                                             | طلا       | ۲۰٬۰۰۰^            |
| سوئد (گی‌ال‌اف)                                                      | طلا       | ۴۰٬۰۰۰^            |
| بریتانیا (بی‌پی‌آی)                                                  | طلا       | ۱۰۰٬۰۰۰^           |
| ایالات متحده آمریکا                                                | —         | ۳۴۲٬۰۰۰            |
| * رقم فروش تنها بر پایهٔ گواهی‌ها. ^ رقم توزیع تنها بر پایهٔ گواهی‌ها. |           |                    |